# ۅ
Eu khirgize ‹ ۅ › est une lettre additionnelle de l’alphabet arabe qui est utilisée dans l’écriture du kirghize. Elle est composée d’un wāw ‹ و › diacrité d’une barre inscrite.

## Utilisation
En kirghize écrit avec l’alphabet arabe, ‹ ۅ › représente une voyelle mi-fermée antérieure arrondie [ø].